# Кульбак, Моисей Соломонович
Моисей Соломонович Ку́льбак (идиш משה קולבאַק‎ — Мо́йше Ку́льбак; 20 марта 1896, Сморгонь, Виленская губерния, ныне Гродненская область, Беларусь — 29 октября 1937, Минск) — еврейский поэт, романист, драматург. Писал на идише.

## Биография
Обучался в еврейско-русской казëнной школе, посещая вечерами образцовый хедер, затем в Свенцянской, Воложинской и Мирской иешивах. Навещал своего дедушку в Кобыльнике (совр. Нарочь) и в одном из стихотворений описал местечко. В годы Первой мировой войны работал учителем в еврейском доме для сирот в Ковно. В 1918 году жил в Минске, затем в 1919 выехал в Вильно. В 1920—1923 гг. жил в Берлине, работал суфлёром в театре.
В 1923 вернулся и до 1928 года жил в Вильно, преподавал в еврейских гимназиях и в учительской семинарии, часто выступал с лекциями и статьями о еврейской литературе, вместе со своими учениками ставил пьесы из классического репертуара. Был избран председателем основанного в 1927 году Всемирного еврейского ПЕН-клуба.
Член Союза советских писателей БССР с момента его основания.
В конце 1928 года Мойше Кульбак переехал в Минск. Работал в еврейском секторе Академии наук БССР, в редакции журнала «Штерн», выходившего на идише. В конце 1937 года был репрессирован. 11 сентября 1937 года арестован по адресу: 2-й Опанский переулок, д. 4б, кв. 1. Обвинялся в шпионаже, подготовке диверсий. Ещё в 1934 году сотрудники спецслужб составили о Кульбаке справку, где говорилось:

"Прибыл в 1928 году нелегально из Польши в БССР. Будучи в Польше, состоял заместителем председателя национал-фашистской еврейской литературной организации. Группирует вокруг себя националистически настроенных еврейских писателей, выходцев из социально чуждой среды, имеющих связи с заграницей— Спецсообщение секретно-политического отдела ГУГБ НКВД СССР «О ходе подготовки к I Всесоюзному съезду Союза советских писателей» от 12 августа 1934 г.»
В конце октября 1937 года М. Кульбак был осуждëн как «враг народа» выездной сессией военной коллегии Верховного суда СССР (председатель — Иван Матулевич) и расстрелян. Реабилитирован военной коллегией Верховного суда СССР в декабре 1956 года.

## Творчество
М. Кульбак — автор сборников стихов, поэм, прозаических произведений и пьес. Много переводил на идиш, в том числе стихи белорусских поэтов, «Ревизор» Гоголя.
Дебютировал в 1916 году. Первое опубликованное стихотворение Кульбака «Штерндл» («Звёздочка») стало народной песней.
В начале творчества произведения Кульбака содержат идиллические мотивы, на смену им приходят отмеченные печатью «красного времени» урбанистические картины с несколько сюрреалистичными образами сельских евреев, органично связанных с природой края.
Позже пишет ряд исторических произведений с философским подтекстом (роман «Моши́ех бен Эфро́им», 1924), в которых исторические и бытовые реалии окрашены в фантастические тона с элементами еврейского мистицизма, фольклорными мотивами и экспрессионистическим гротеском.
Проза Кульбака, вобравшая новейшие веяния западноевропейской философии и литературы, с его языком, рафинированным, но прочно связанным с народной речью, так и не смогла органически войти в советскую литературу.
В конце 1930-х гг. драматическая поэма «Бойтрэ-газлэн» («Разбойник Бойтре», 1936), поставленная рядом еврейских театров, была снята с репертуара, а пьеса «Биньёмин Магидов» (1937) о юном командире партизанского отряда, ведущего борьбу с польскими легионерами в Белоруссии, не допущена к постановке в Биробиджанском еврейском театре.
Произведения Кульбака переводились на английский, белорусский, иврит, немецкий, польский, русский, французский и другие языки.

## Избранные произведения
- сборник «Ши́рим» («Стихи», 1920)
- «Ди штот» («Город», символистическо-романтическая поэма, 1920)
- «Райсн» («Белоруссия», поэма, 1922)
- «Янкев Франк» (драма, 1923)
- «Мошиех бен Эфроим» («Мессия, сын Эфраима», роман, 1924)
- «Монтик» («Понедельник», роман, 1926)
- «Буне ун Бэрэ» («Буня и Бера», юмористическая поэма, 1927)
- «Зэлмэнянэр» («Зелменяне», повесть, 1931)
- «Диснэр Чайлд Харолд» («Чайльд Гарольд из местечка Дисна», поэма-сатира, 1933)
- «Бойтрэ-газлэн» («Разбойник Бойтре», драматическая поэма, 1936)
- «Биньёмин Магидов» (пьеса, 1937) и др.
- «Панядзелак» («Понедельник», 2018)
- «Мэсія з роду Эфраіма» («Мессия, сын Эфраима», роман 2019)

## Память
В 2004 году в Вильнюсе на доме, где жил писатель, была установлена мемориальная доска с надписью на еврейском и литовском языках: «В этом доме жил известный еврейский поэт Мойше Кульбак (1896—1937)».